# Asteria
Asteria - (latinsky Asteria) je v řecké mytologii dcerou Titána Koia a jeho manželky Foibé.
Dostupné prameny o ní mnoho nevypovídají. Uvádí se, že je manželkou Titána Persa, s nímž zplodila Hekaté, bohyni podsvětí. V Ovidiových Proměnách se uvádí, že se s ní spojil nejvyšší bůh Zeus v podobě orla, ale jinde se tvrdí, že se změnila v křepelku a vrhla se do moře, aby mu unikla.

## V paleontologii
Podle této titánky (která byla schopna se proměňovat v křepelku) byl v roce 2020 pojmenován prapták Asteriornis maastrichtensis, jeden z nejstarších známých zástupců "moderních" ptáků, žijících v období úplného konce křídy (asi před 66,7 milionu let) na území současné Belgie.